# Brillant à gorge rose
Heliodoxa gularis
Espèce
Statut de conservation UICN

 VU A3c : Vulnérable
Statut CITES
Le Brillant à gorge rose (Heliodoxa gularis) est une espèce de colibris de la sous-famille des Lesbiinae et de la tribu des Heliantheini.

## Distribution
Le Brillant à gorge rose est présent en Colombie, en Équateur et au Pérou.

Carte de répartition de l'espèce